# 九州平定 (日本史)
九州平定（きゅうしゅうへいてい）は、九州地方における敵対勢力を討って服属させること、あるいは、それにより平和な状態をつくりだすこと。九州征伐（きゅうしゅうせいばつ）とも称する。日本の歴史においては、九州停戦命令（惣無事令）にもとづいた豊臣秀吉による九州の役（九州平定）が特に有名である。

## 「九州」の平定
「九州」とは、「九国」（くこく）とも呼称し、本来は西海道のうち筑前国・筑後国・肥前国・肥後国・豊前国・豊後国・日向国・大隅国・薩摩国の9か国（壱岐国・対馬国などを含まない九州島本土を主とする地域）を指す用語として成立した。したがって、景行天皇がのちの西海道方面を平定して巡幸したという『日本書紀』収載の説話について「九州」の地名を用いることは、この説話が令制国成立以前であることを考慮すれば、適切でないこととなる。

### 熊襲征伐
神武東征後、九州地方はしばらく記紀の記述中に登場しなくなる。九州地方が記紀の記述中に再登場するのは景行天皇による熊襲征伐に関する記述なので九州は景行天皇の代に朝廷の支配下になったようである。
また神武天皇の出発地点であるはずの日向周辺は景行天皇の代には熊襲や土蜘蛛の住む土地となっていたがこの間何があったのかは記紀に記述は無い。
仲哀天皇の代にも熊襲征伐が行われたが撃退され、神功皇后によって平定されたという。

### 磐井の乱
継体天皇の代に筑紫君磐井が朝廷軍に討たれ、平定された（磐井の乱）。このことから九州北部に朝廷の支配が確立されたのは継体天皇の代の事のようである。
九州南部が朝廷の支配下になるのはさらに後のことのようである。

### 隼人の反乱
720年に九州南部の隼人が反乱をおこしたが鎮圧された（隼人の反乱）。

## 古代末期・中世
鎌倉時代成立の軍記物語『保元物語』によれば、鎮西八郎源為朝は13歳の時、父の源為義によって現在の九州地方に放逐され、尾張権守家遠が後見となって豊後国に住したが、そこで肥後国の住人平忠国の婿となり、その後自ら「鎮西総追捕使」と称して菊池氏、原田氏など九州の豪族たちとのあいだで数十回の合戦におよび、仁平年間（1151年-1153年）をはさむ約3年間で九州を平らげたという。ただし、この説話はすべてが史実であるとは言いがたい。

### 源範頼の九州平定

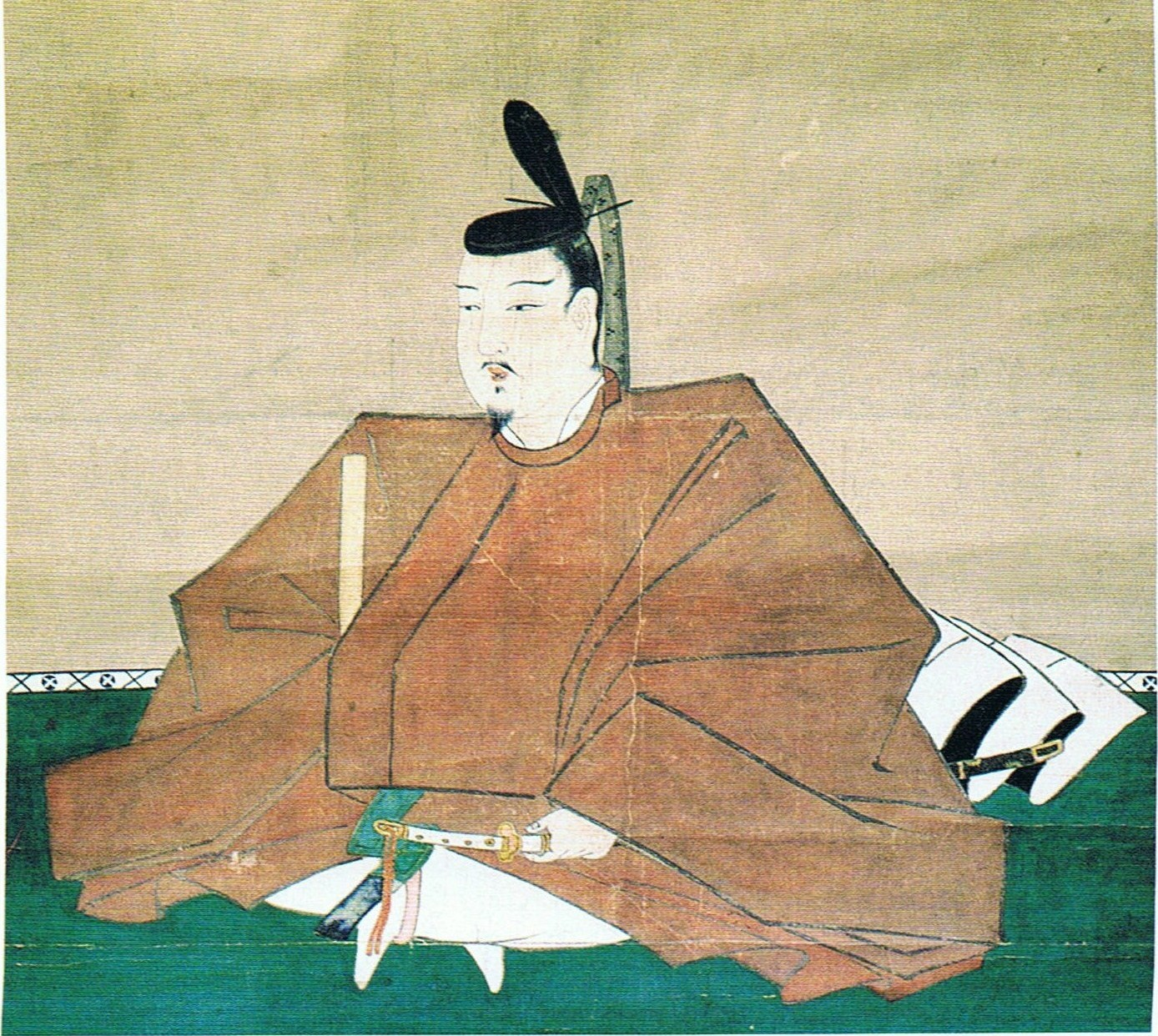
源範頼

治承・寿永の乱のさなかの寿永3年（1184年）8月、源範頼は兄の源頼朝より九州平定の命を受け、範頼軍に配属された北条義時、足利義兼、千葉常胤、三浦義澄、小山朝光、仁田忠常、比企能員、和田義盛、土佐坊昌俊、天野遠景などの武将たちは出陣前日、頼朝より馬を賜った。この遠征の目的は、西国とくに九州内の親平氏勢力を討ち、平宗盛・平知盛らの平氏軍を瀬戸内海方面に封鎖させることであった。途中、範頼は兵糧および兵船の調達に苦しんだが、元暦2年（1185年）1月、豊後国の武士緒方惟栄の助力を得て調達に成功し、鎌倉への帰還を願う和田義盛を説得して周防国から九州への渡海を実現させた。2月には、平氏の家人である原田種直らを葦屋浦の戦いで打ち破り、長門国彦島（山口県下関市）に海上拠点を築いていた平氏の背後を遮断することに成功した。これにより、平氏の軍事力は大きく後退し、知盛は長門から動くことができず、讃岐国屋島の戦いに参戦できなかった。また、これによって 壇ノ浦が治承・寿永の戦いにおける源平両勢力の決戦の場となり、四国・九州の諸勢力が範頼・義経兄弟に協力的であった元暦2年3月の壇ノ浦の戦いでは源氏軍が戦いを優位に進め、ついに平氏は滅亡した。範頼の活動は日本史上初の東国政権の成立に大きく寄与したのである。
元暦2年5月の段階では、追討使範頼・義経兄弟は、兄源頼朝を主とする東国政権より、範頼は九州、義経は四国を管領するよう定められていた。このような軍事支配のための地域権力のブロック化は、木曾義仲の支配した北陸道をめぐる頼朝・義仲の抗争にまでさかのぼるが、ことに九州においてはブロック化の影響は後世にまでおよび、文治元年（1185年）12月、天野遠景が鎮西奉行に任命され、九州地方在住の御家人の統括にあたることが求められている。このようなスタイルは、鎌倉幕府の鎮西探題、室町幕府の九州探題へと引き継がれることとなる。遠景はその後に鎌倉へ戻され、少弐氏の祖となる武藤資頼が三前（筑前、豊前、肥前）と二島（壱岐、対馬）、大友能直は三後（筑後、豊後、肥後）、島津忠久が奥三カ国（薩摩、大隅、日向）の守護に補任され土着した。

### 南北朝時代の九州制圧戦
足利尊氏

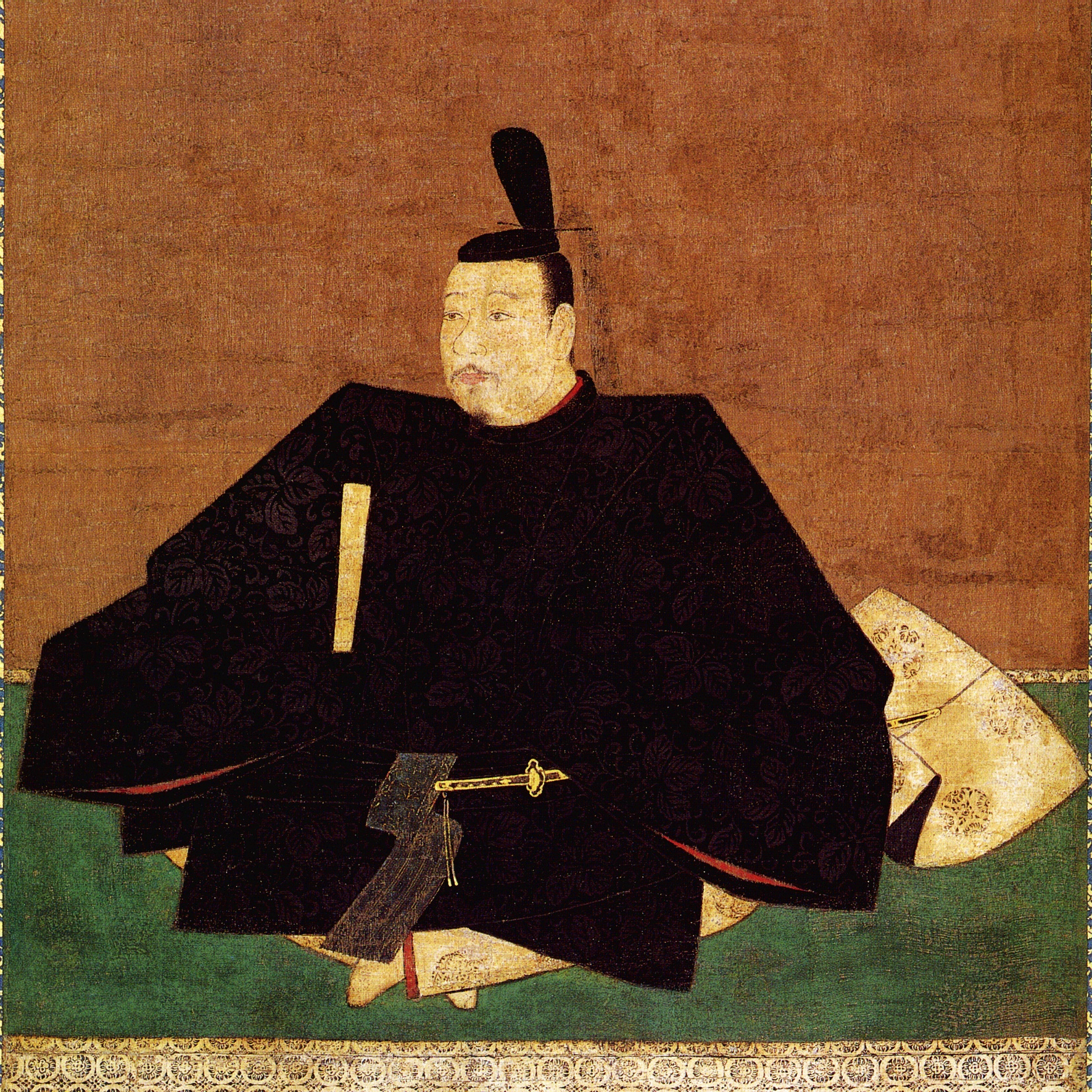
足利尊氏とされる肖像

建武3年（1336年）2月、摂津国豊島河原合戦で新田義貞・北畠顕家の軍に大敗を喫した足利尊氏は摂津兵庫から播磨国室津へと退き、そこで赤松則村の進言を容れて京都を放棄し、九州へ下った。途中、長門国赤間関（山口県下関市）で少弐頼尚に迎えられ、筑前国に入ると宗像大社の宮司宗像氏範らの支援を受けた。3月初旬の多々良浜の戦いでは、当初宮方が優勢であったものの宮方の菊池武敏軍から大量の裏切りが発生して戦況は逆転し、阿蘇惟直はこのなかで戦死した。九州のほぼ全域を平定した尊氏は体勢を整え、一色範氏や仁木義長らを九州の抑えとして残留させ、西海道の武士たちを率いて再上洛し、摂津国湊川の戦いで宮方の楠木正成を破った。仁木義長の九州転出後、幕府は一色範氏を初代九州探題に任じた。
懐良親王
1359年（南朝：正平14年、北朝：延文4年）、征西大将軍として九州に赴いた後醍醐天皇の皇子懐良親王と親王を奉じた菊池武光は、筑後高良山（福岡県久留米市）と毘沙門岳に城を築いて「征西府」とした。同年7月、懐良親王、菊池武光、赤星武貫、宇都宮貞久、草野永幸ら南朝勢が筑後川北岸に陣を張り、大宰府を本拠とする北朝勢の少弐頼尚・直資の父子、大友氏時、城井冬綱らの大軍と対峙し、激しい戦闘となった。この戦いは親王方の勝利に終わり、大宰府は懐良親王の支配するところとなった。以後、九州地方のほぼ全域は、12年にわたって南朝勢力によって平定されることとなり、懐良親王は「日本国王良懐」として明とのあいだに冊封関係を結んだ。

### 今川貞世の九州平定

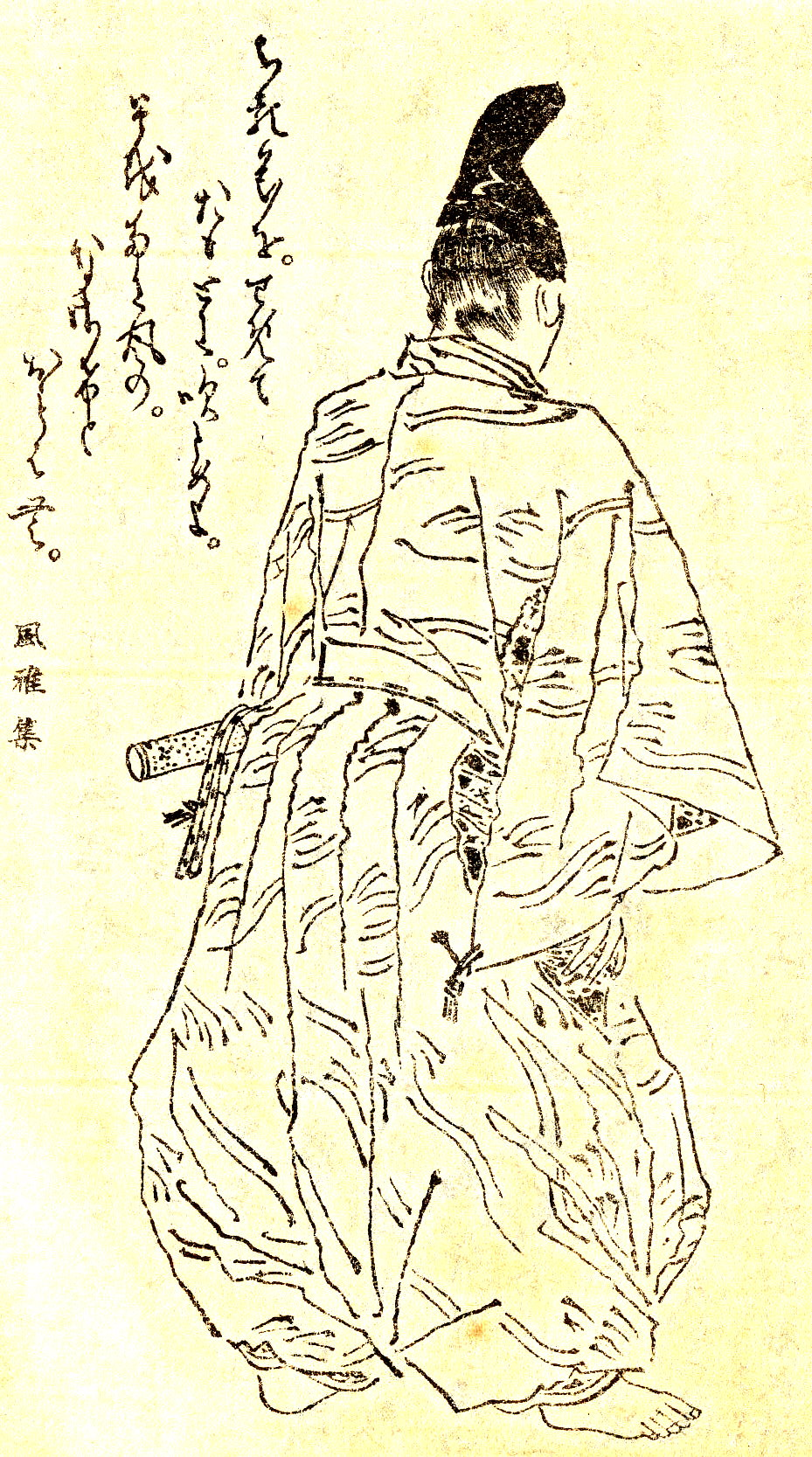
今川貞世（『前賢故実』1903年、菊池容斎筆）

今川貞世（了俊）は1370年（建徳元年/応安3年）頃、管領細川頼之より渋川義行の後任の九州探題として推挙され、3代将軍足利義満によって正式に任命された。遠江で兵を集め、10月に京都を出発、翌年の5月には安芸に滞留して、毛利元春、吉川経見、熊谷直明、山内通忠ら在地の国人衆と面会した。
翌建徳2年/応安4年（1371年）12月には渡海して豊前へ至り、そこで大内弘世・義弘父子などの協力も得て新興国人衆との連携を深めた。阿蘇惟村の協力により、嫡男の貞臣を田原氏能と共に豊後高崎山城に入城させ、弟の今川仲秋は松浦党の協力を得て肥前から、了俊自身は豊前表から、南朝の拠る大宰府を攻撃した。文中元年/応安5年（1372年）6月には懐良親王、菊池武光等を筑後高良山から菊池氏本拠の肥後隈部城（菊池城）へと追い、南朝勢力から大宰府を奪回して北朝方の拠点とした。
この後了俊は文中3年/応安7年（1374年）7月に肥後菊池郡水島の地に陣をもうけ、天授元年/永和元年（1375年）には同地での会戦に備えて、当時九州で勢力を築いていた豊後守護大友親世、筑前守護少弐冬資、大隅守護島津氏久3名の来援を呼びかけた。了俊と対立していた少弐冬資は当初着陣を拒んだが、島津氏久の仲介で来陣した。しかし、了俊は水島の陣において宴の最中に冬資を謀殺したため、氏久は離反して大隅に帰国し、了俊の九州経営に抵抗した（水島の変）。
了俊はこれらに対し、体制を挽回して弘和元年/永徳元年（1381年）には菊池武朝を隈部城から追放し、九州南部へ転進した島津氏久と甥の島津伊久に対しては5男の今川満範を派遣して国人一揆を結成させ、弘和2年/永徳2年（1382年）に帰順させた。元中9年/明徳3年（1392年）、明徳の和約（南北朝合一）を契機として菊池氏と正式に和睦し、九州平定を完遂して室町幕府の安定に寄与した。
なお、この間、明徳2年（1391年）、山名氏清らが幕府に叛旗をひるがえした明徳の乱が中国地方や畿内を中心におこっているが、その際、九州各分国を併呑した了俊の勢力が山名氏の勢力を背後から牽制する役割の一部をになっている。応永2年（1395年）、了俊は九州探題の職を解かれ、駿河・遠江半国守護に左遷されたが、その時点で九州探題のほか、筑前・筑後・肥前・肥後・大隅・薩摩・壱岐・対馬の8か国の守護も兼任しており、明徳の乱後の最大の国持大名となっていた。
日本史学者桜井英治は、当時、幕府御家人の守護被官化が全国的に進展していく趨勢にあったが、それが「九州の平定」をめざしていた今川了俊にとっては最大のネックになっていたことを指摘している。

## 中世末期・近世

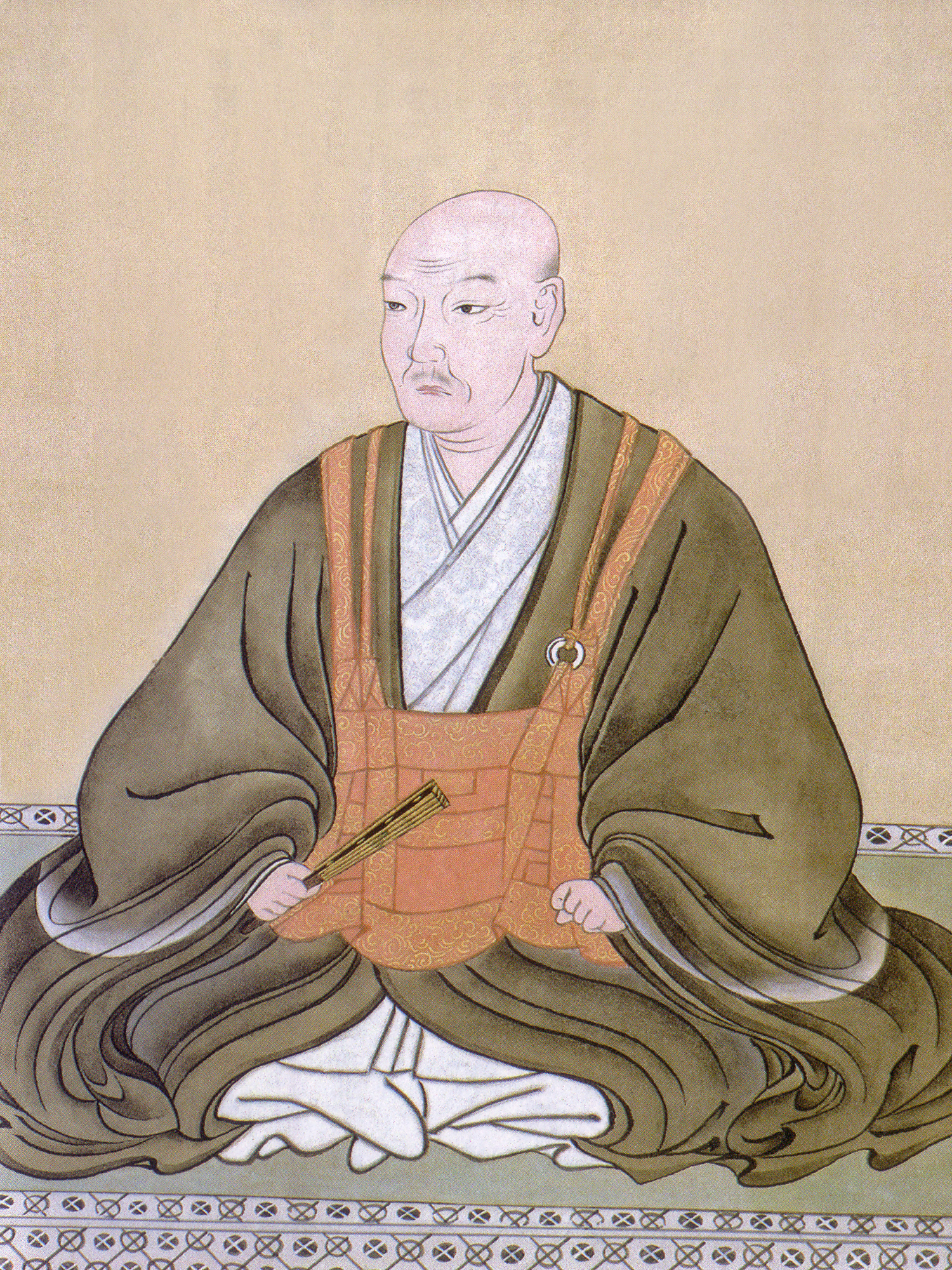
大友義鎮

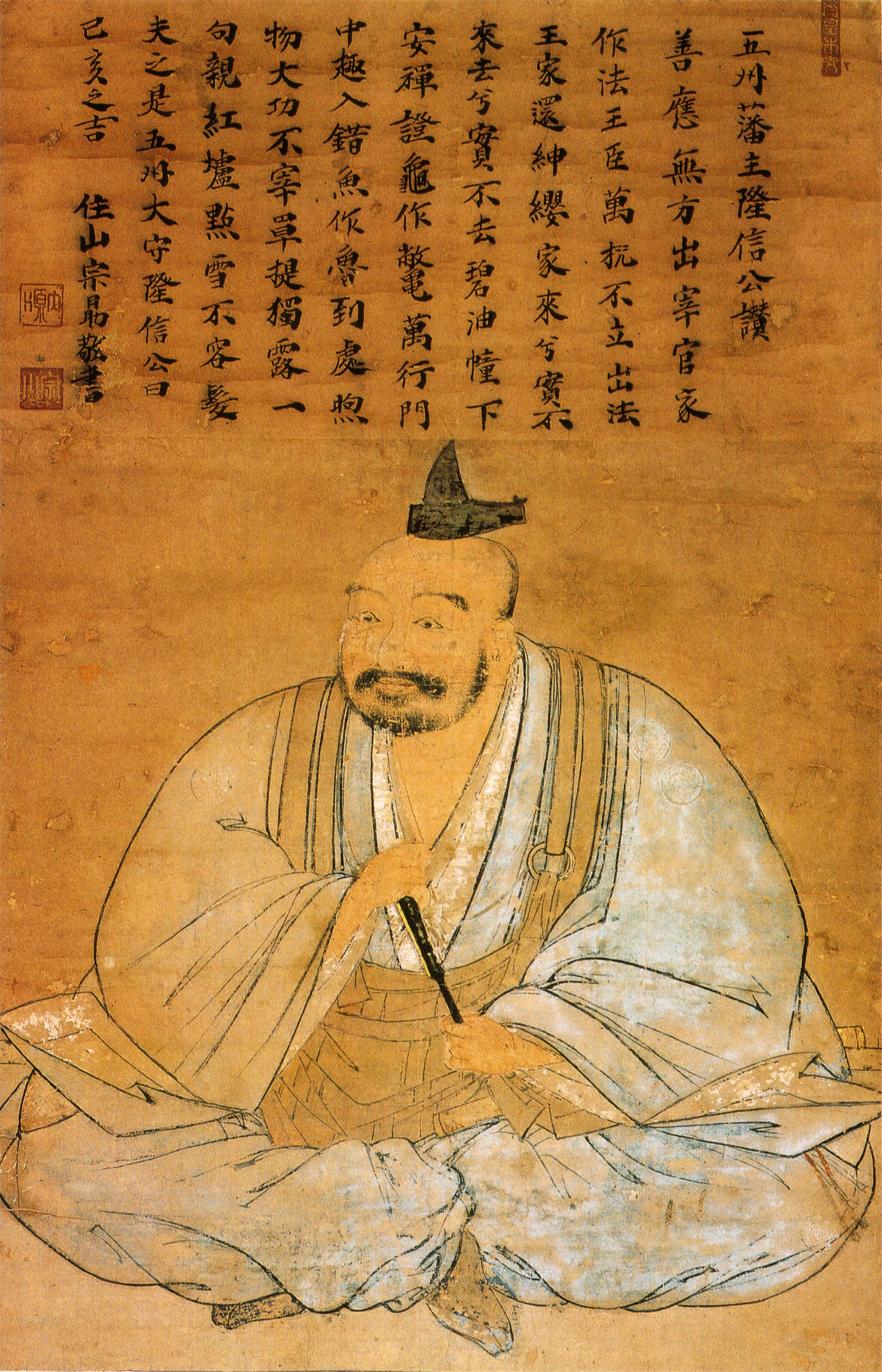
龍造寺隆信

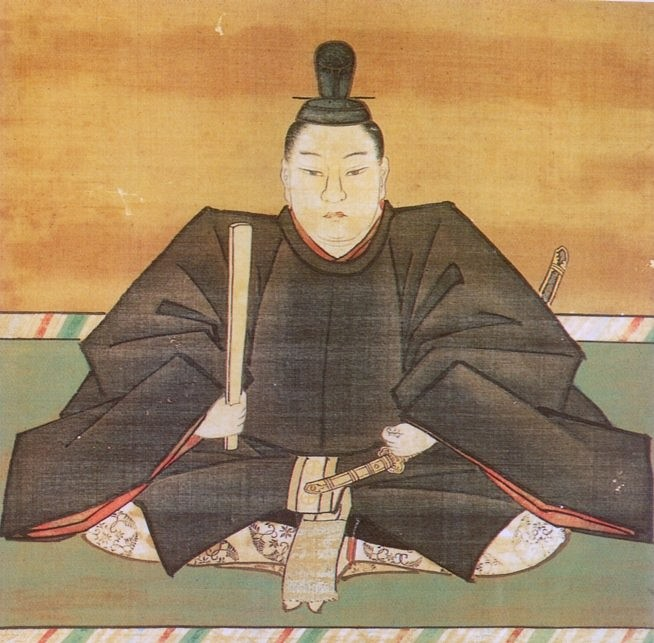
島津義弘

九州地方の戦国時代は、少弐氏、有馬氏、蒲池氏、菊池氏、相良氏、佐伯氏、伊東氏など数多くの国人が割拠し、熾烈な争いを繰り広げたが、永禄年間（1558年-1570年）には豊後府内の大友館（大分市）を本拠とする大友氏、肥前の水ヶ江城（佐賀市）に拠る龍造寺氏、薩摩・大隅を本拠とする島津氏が三強として鼎立する状態となった。九州内の国人衆はこの3氏にそれぞれ与したが、かれらは情勢によっては立場を変えることが多かったため、国人の統制および国人層からの支持獲得は3氏にとって大きな課題となっていた。
いっぽう、長篠の戦い終結後の天正3年（1575年）7月、朝廷は、明智光秀に「惟任」（これとう）姓、丹羽長秀に「惟住」（これずみ）姓、塙直政に「原田」姓、簗田広正には「別喜」（べっき）姓を与えている。いずれも九州地方の名族の姓である。また、このときの任官で羽柴秀吉は筑前守、明智光秀は日向守の官職を賜っており、これらはいずれも「天下布武」を掲げる織田信長が、来たるべき九州平定事業を念頭に置いて、朝廷に働きかけた結果と考えられる。
キリシタン大名として知られる大友義鎮（宗麟）は、永禄2年（1559年）の段階では、豊前・豊後・筑前・筑後・肥前・肥後の6か国の守護職と九州探題職を兼任して北部九州に覇権を確立したが、天正6年（1578年）の日向耳川の戦いで島津軍に敗北を喫して以来、島津氏の侵略を受けた。いっぽう、元亀元年（1570年）に肥前今山の戦いで大友軍を破った龍造寺隆信は、天正6年に肥前を統一し、そののち、島津・大友抗争の間隙をぬって筑前・筑後・豊前・肥後の各方面に進出した。

### 島津氏の九州統一事業
北は龍造寺氏、南は島津氏の侵攻を受けて劣勢に陥った大友氏は信長に接近し、信長も大友氏・島津氏ら諸氏を講和させて毛利氏の背後を衝かせようとして、天正3年（1575年）に関白左大臣の近衛前久を薩摩・肥後に下向させるなど、調停に努めた。島津義久も一応はそれに応じる構えをみせていたが、天正10年（1582年）以降、本能寺の変や山崎の戦いなどもあって大友氏領への侵攻をやめなかった。
いっぽう、九州西部では、天正12年（1584年）3月、島原半島において龍造寺氏と島津・有馬連合軍が激突する沖田畷の戦いが起こり、この戦闘で「肥前の熊」と異名をとった龍造寺隆信が戦死するという激戦となった。主君を失った龍造寺家では、隆信の嫡子龍造寺政家が病弱であったため、重臣鍋島直茂に国政を委任してかろうじて領国肥前を維持するという状態となった。
こうした島津氏の強盛のなか、本国豊後の維持さえ窮するようになった大友義鎮は羽柴秀吉を頼った。天正13年（1585年）10月、豊臣秀吉（この年7月に関白に任官し、「藤原」に改姓）は島津・大友両氏を含む九州の諸大名に「九州停戦令」（九州停戦命令）を発した。大友氏は停戦令をすぐに受諾したのに対し、島津氏は家中で激論をかわした末に受諾を決定するとともに、鎌田政近を秀吉のもとへ派遣して、島津は信長の調停にしたがって停戦を守ろうとしたのだが、大友氏側が攻めてきたので、戦争は大友氏に対する防戦であると弁明させた。
天正14年（1586年）3月、鎌田が大坂城において秀吉より提示された九州国分案には、肥後半国・豊前半国・筑後一国を大友氏へ返還、肥前は毛利氏にあたえ、筑前は秀吉の所領にすることが盛られており、島津氏にとっては到底承伏しがたいものであった。島津義久は6月、この九州国分案を拒否して筑後・筑前にまで侵攻したが、これに対し、秀吉は「九州停戦令」に違反したとして、諸大名に島津氏の「征伐」を命令した。10月、先陣の毛利輝元は、軍監黒田孝高、一族の小早川隆景・吉川元春らとともに九州に上陸し、豊前小倉城（福岡県北九州市）を陥落させた。いっぽう、義鎮の子大友義統の救援には、長宗我部元親・信親父子、軍監仙石秀久、十河存保ら四国地方の諸将を派遣したが、天正14年12月12日（1587年1月20日）の豊後戸次川の戦いでは、島津氏は秀吉配下の「中国・四国衆」の軍を破り、かえって豊後一国の占領におよんだ。
島津氏のこうした行動について、日本史学者池上裕子は「島津は自力で九州のほとんどを平定し、その実績を秀吉に認めさせようと考えた」ものであるとしている。

### 豊臣秀吉の九州平定
豊臣秀吉の九州平定戦は、戦役としては「九州の役」「九州の陣」「九州攻め」「島津攻め」「島津征伐」「（秀吉の）九州征討」「（秀吉の）九州征伐」「（秀吉の）九州出兵」などの名称で称されることも多い。島津氏の立場からは「（秀吉による）九州侵攻」などの表現もなされ、結果や状態をあらわす語としては「（秀吉の）九州制圧」「（秀吉の）九州征服」などの語も用いられ、一定していない。しかし、「平定」には「秩序を回復する」の意もあり、したがってそれは、戦後の知行割りである「九州国分」の実施、惣無事令・刀狩令などの法令の発布、「太閤検地」など諸大名の領地を横断する広域政策の実施、および、それを差配するための石田三成・細川藤孝の九州取次任命など、一連の秩序回復行為全体を含意して用いられる。

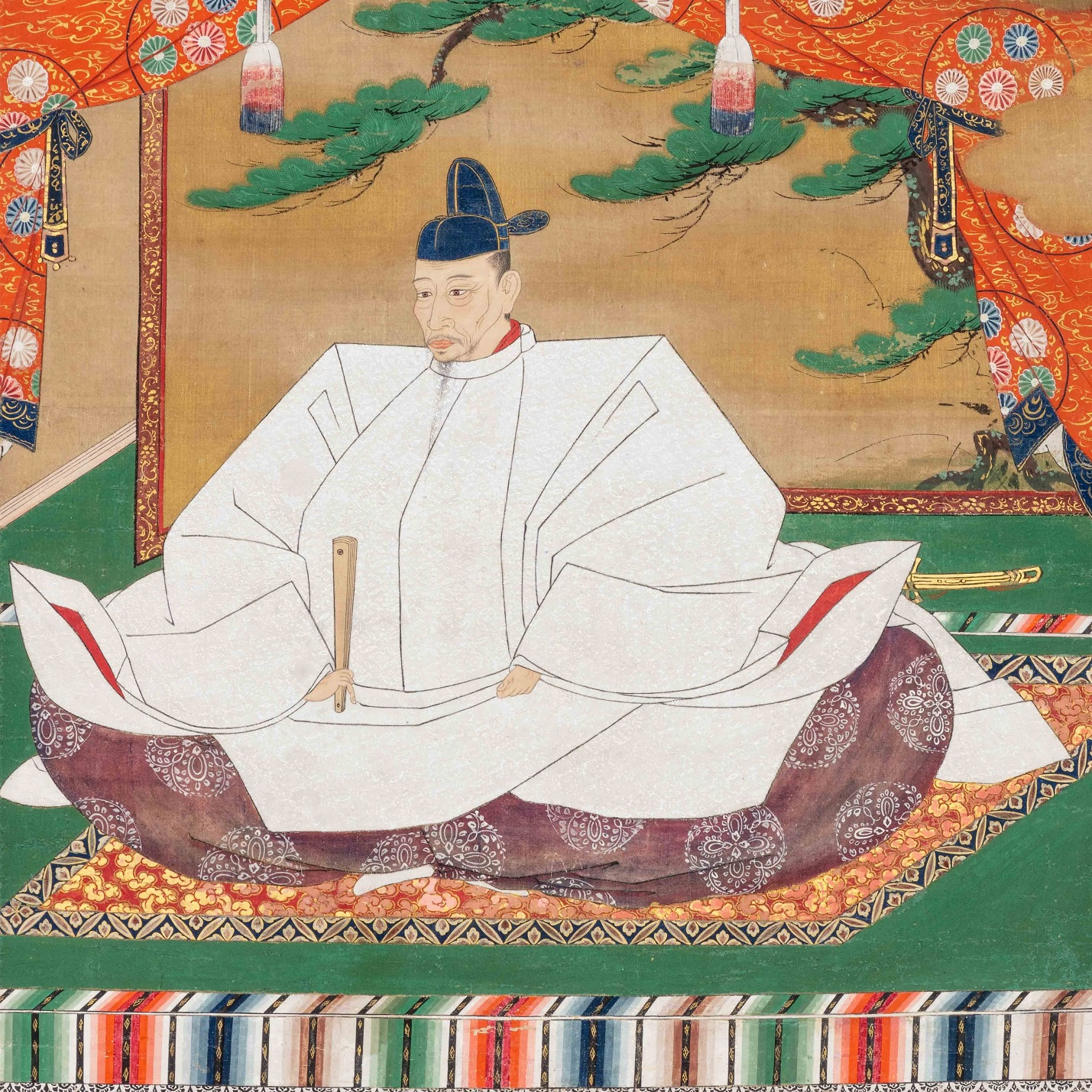
豊臣秀吉

上述した天正13年10月の九州停戦命令は、従来とは異なり、天皇の意向であることを前面に押し出したものであり、「国郡の境相論は秀吉が双方の言い分を聞いて裁定するから即座に停戦せよ、停戦しない場合は天皇に代わって成敗する」というものであった。これほど秀吉が「武家関白」であることを端的に示す言葉はなく、また、信長の時点では用いることのできなかった論理を展開しえたところに「武家関白」の意義があった。土地や人民の支配は天皇より委任されているという「公儀」の論理をみずからの平定事業に用いたのである。
天正15年3月、秀吉は九州全土をほぼ平定する勢いであった島津軍に対し、「やせ城どもの事は風に木の葉の散るごとくなすべく候」（黒田孝高あて朱印状）として、みずから九州に出陣した。秀吉の大軍に対し、島津氏は日向高城（宮崎県木城町）を前線として抗戦したが、日向根白坂の戦いの完敗により、5月6日には島津義久が「龍伯」と号して剃髪し、5月8日、秀吉の滞留していた薩摩川内の泰平寺において正式に降伏の意を表明した。義久の弟島津歳久、同じく日向飯野城の城主島津義弘、家臣の新納忠元らは義久降伏後も抵抗をつづけたが、豊臣方の石田三成と島津側の伊集院忠棟のあいだで調停がすすみ、義久の働きかけもあって講和が成立した。
5月25日、秀吉は臣従した義久を「一命を捨てて走り入ってきたので赦免する」として、義久には薩摩、義弘には大隅を安堵し、義弘の子島津久保には日向諸県郡のうち真幸院をあたえた。また、5月30日には佐々成政に肥後一国をあたえた。さらに秀吉は同年6月7日、筑前箱崎（現在の福岡市東区）に陣を構え、博多（福岡市博多区）を直轄都市としたうえで、小早川隆景に筑前・筑後および肥前のうち1郡半の約37万石、黒田孝高（如水）には豊前のうち6郡の約12万5,000石、立花統虎（宗茂）には筑後柳川城（福岡県柳川市）13万2,000石、毛利勝信には豊前小倉約6万石をそれぞれあたえた。宗麟の子大友義統には豊後一国、日向の伊東祐兵、肥前の龍造寺政家、大村喜前、松浦鎮信、対馬の宗義智には、それぞれ所領を安堵した。これが、「九州国分」とよばれる、九州平定事業にともなう知行割りの概略である。
九州への停戦命令には「惣無事」の語はなかったが、翌年末に関東・奥羽の諸大名に向けて発せられた同趣旨の停戦命令にはその語が用いられるので、しばしば総称して「惣無事令」と呼称される。藤木久志によれば、秀吉の天下統一は、「惣無事令」と領土裁定権にもとづく「国分令」を基本として進められ、それに違反した場合に限って武力討伐が行われたのであり、従来語られてきたように、必ずしも専制権力による「征伐」一辺倒によって進められたものではないとしている。また、刀狩令、海賊停止令、喧嘩停止令まで含めて「豊臣平和令」として把握した場合、一連の平和令は、もっぱら武力によって問題解決をはかることで生活のあらゆる場面が私闘に満ちていた中世の「自力救済社会」の惨禍から、むしろ人びとを救ったものであるとして、積極的な意味づけがあたえられている。
なお、瀬戸内海の制海権が完全に豊臣政権に服したため、経済的には水上交通における流通掌握が各大名にとって以前に比較して格段に重要度を増した。毛利輝元もまた、九州平定後、本拠地を山間地に立地する安芸国吉田郡山城より太田川河口の広島に遷している。広島城は、天正19年（1591年）に完成している。

#### 秀吉死後の九州の平定
秀吉死後の関ヶ原の戦いでは、肥後熊本城の加藤清正、豊前中津城の黒田長政らが東軍、島津氏や小西行長らは西軍として戦った。九州内では、加藤清正や長政の父黒田孝高らが西軍諸将の領地に対する侵攻戦もおこっている。戦後、東軍諸将はいずれも徳川家康によって軍功を認められ、封土が下賜された。西軍諸将の多くは領地を没収、削減されたが、島津氏については減封はなかった。